# Гольцберг, Исаак Рафаель
Исаак Рафаель Гольцберг (Holzberg) или Ицхак Рафаэль Леви-Эцион вариант Эцион (1885—1981) — еврейский педагог и публицист, общественный деятель в движении «Мизрахи», член Литовского Сейма второго созыва (1923—1926), лауреат премии Израиля в области образования (1979).

## Биография
Гольцберг родился в Ковно, отпрыск раввинского рода Соловейчиков (его мать была дочерью раввина Хаима Соловейчика, брата раввина Йосефа Дова Соловейчика, автора «Бейт ха-Леви»). Гольцберг в юности брал частные уроки по изучению Талмуда, а в 1921 году он закончил Харьковский университет, специализируясь в области математики и биологии. Ещё в 1920 году до получения высшего образования он начал работать в технологическом институте в Харькове.
Вернувшись в Литву, он начал работать в сфере образования. С 1921 по 1933 он возглавлял различные учебные заведения еврейской общины в Литве: он был директором гимназии в Тельшяе (с 1921 по 1925 год и вновь с 1927 по 1933 г.), директором еврейской средней школы для девочек «Jawne» в Тельшяе (1925—1933), Гольцберг являлся основателем и директором гимназии в Каунасе (1925—1926). Он принимал активное участие в жизни еврейских организаций в Литве, в том числе в «Ахдут». В июле 1923 года Гольцберг прошёл Литовский Сейм II созыва по списку Блока национальных меньшинств, для замены депутата от Каунаса Шулима Вольфа, который занимал кресло в парламенте менее двух месяцев.
Гольцберг репатриировался в Эрец-Исраэль в 1933 году, и начал работать в системе образования «Мизрахи» в Иерусалиме. В 1943 году он был назначен главным инспектором религиозного образования Национальным комитетом (Ваад Леуми). Эту должность он занимал и под эгидой Министерства образования, после создания государства Израиль, до тех пор пока структура обучения не поменялась в 1953 году.
В парламентские выборы он был помещен на сто четырнадцатое место в списке Национально-религиозной партии МАФДАЛ.
Гольцбергу-Эциону была присуждена докторская степень.

## Награды
Его работы были удостоены награды от президента Литвы (1931), муниципальной премии по образованию (1967) и премии Израиля в области образования (1979).

## Книги и публикации
Гольцбергом опубликованы десятки статей и справочников для учителей и воспитателей. Наиболее важные из них: